# Liste des anciennes communes de l'Ariège
Cette page a pour objectif de retracer toutes les modifications communales dans le département de l'Ariège : les anciennes communes qui ont existé depuis la Révolution française, ainsi que les créations, les modifications officielles de nom, ainsi que les échanges de territoires entre communes.
Dans un département montagneux, bien que l'exode rural ait été marqué, le tissu communal est resté particulièrement stable depuis plus de 200 ans. Il est vrai qu'un vaste plan de regroupements avait déjà été programmé très tôt, dès avant 1794, concernant les plus petites communes d'alors : près de 140 communes n'ont ainsi connu qu'une existence éphémère.
De 337 communes en 1800, le nombre était encore de 339 en 1970, avec une petite vague de création au début du XXe siècle. Depuis lors, les regroupements entre communes n'ont été que ponctuels. Ni la loi Marcellin dans les années 1970, ni le statut de commune nouvelle de 2010 n'ont réussi à redonner un véritable élan dans le mouvement de ces regroupements. Aujourd'hui le département compte 325 communes (au 1er janvier 2025).

## Fusions
| Nom de la nouvelle commune | Communes réunies                                     | Régime                                                | Date (et nature) de la décision | Date d'effet                  |
| -------------------------- | ---------------------------------------------------- | ----------------------------------------------------- | ------------------------------- | ----------------------------- |
| Caychax-et-Senconac        | Caychax                                              | commune nouvelle (avec communes déléguées)            | 6 septembre 2024 (Arrêté)       | 1er janvier 2025              |
| Caychax-et-Senconac        | Senconac                                             | commune nouvelle (avec communes déléguées)            | 6 septembre 2024 (Arrêté)       | 1er janvier 2025              |
| Bézac                      | Bézac                                                | commune nouvelle (avec communes déléguées)            | 22 novembre 2022 (Arrêté) ,     | 1er janvier 2023              |
| Bézac                      | Saint-Amans                                          | commune nouvelle (avec communes déléguées)            | 22 novembre 2022 (Arrêté) ,     | 1er janvier 2023              |
| Aulos-Sinsat               | Sinsat                                               | commune nouvelle (avec communes déléguées)            | 27 septembre 2018 (Arrêté)      | 1er janvier 2019              |
| Aulos-Sinsat               | Aulos                                                | commune nouvelle (avec communes déléguées)            | 27 septembre 2018 (Arrêté)      | 1er janvier 2019              |
| Val-de-Sos                 | Vicdessos                                            | commune nouvelle (avec communes déléguées)            | 16 juillet 2018 (Arrêté)        | 1er janvier 2019              |
| Val-de-Sos                 | Goulier                                              | commune nouvelle (avec communes déléguées)            | 16 juillet 2018 (Arrêté)        | 1er janvier 2019              |
| Val-de-Sos                 | Sem                                                  | commune nouvelle (avec communes déléguées)            | 16 juillet 2018 (Arrêté)        | 1er janvier 2019              |
| Val-de-Sos                 | Suc-et-Sentenac                                      | commune nouvelle (avec communes déléguées)            | 16 juillet 2018 (Arrêté)        | 1er janvier 2019              |
| Bordes-Uchentein           | Les Bordes-sur-Lez                                   | commune nouvelle (avec communes déléguées)            | 4 août 2016 (Arrêté)            | 1er janvier 2017              |
| Bordes-Uchentein           | Uchentein                                            | commune nouvelle (avec communes déléguées)            | 4 août 2016 (Arrêté)            | 1er janvier 2017              |
| Saint-Jean-de-Verges       | Saint-Jean-de-Verges                                 | fusion simple                                         | 16 mai 1974 (Arrêté)            | 1er janvier 1975              |
| Saint-Jean-de-Verges       | Villeneuve-du-Bosc                                   | fusion simple                                         | 16 mai 1974 (Arrêté)            | 1er janvier 1975              |
| Tarascon-sur-Ariège        | Tarascon-sur-Ariège                                  | fusion association (dissoute en 1981, pour Cazenave)  | 30 mars 1973 (Arrêté)           | 1er avril 1973                |
| Tarascon-sur-Ariège        | Banat                                                | fusion association (dissoute en 1981, pour Cazenave)  | 30 mars 1973 (Arrêté)           | 1er avril 1973                |
| Tarascon-sur-Ariège        | Cazenave-Serres-et-Allens (commune rétablie en 1981) | fusion association (dissoute en 1981, pour Cazenave)  | 30 mars 1973 (Arrêté)           | 1er avril 1973                |
| Soueix                     | Soueix                                               | fusion association (fusion simple depuis le 1-1-2015) | 30 décembre 1972 (Arrêté)       | 1er janvier 1973              |
| Soueix                     | Rogalle                                              | fusion association (fusion simple depuis le 1-1-2015) | 30 décembre 1972 (Arrêté)       | 1er janvier 1973              |
| Dun                        | Dun                                                  | fusion association (fusion simple depuis le 1-2-2003) | 14 décembre 1972 (Arrêté)       | 1er janvier 1973              |
| Dun                        | Engraviès                                            | fusion association (fusion simple depuis le 1-2-2003) | 14 décembre 1972 (Arrêté)       | 1er janvier 1973              |
| Dun                        | Merviel                                              | fusion association (fusion simple depuis le 1-2-2003) | 14 décembre 1972 (Arrêté)       | 1er janvier 1973              |
| Dun                        | Senesse-de-Senabugue                                 | fusion association (fusion simple depuis le 1-2-2003) | 14 décembre 1972 (Arrêté)       | 1er janvier 1973              |
| Bonac-Irazein              | Bonac-sur-Lez                                        | fusion                                                | 16 octobre 1970 (Arrêté)        | 1er janvier 1971              |
| Bonac-Irazein              | Irazein                                              | fusion                                                | 16 octobre 1970 (Arrêté)        | 1er janvier 1971              |
| Oust                       | Oust                                                 | fusion                                                | 1er juillet 1969 (Arrêté)       | 15 juillet 1969               |
| Oust                       | Vic-d'Oust                                           | fusion                                                | 1er juillet 1969 (Arrêté)       | 15 juillet 1969               |
| Mercus-Garrabet            | Mercus-Garrabet                                      | fusion                                                | 26 janvier 1965 (Arrêté)        | 15 février 1965               |
| Mercus-Garrabet            | Amplaing                                             | fusion                                                | 26 janvier 1965 (Arrêté)        | 15 février 1965               |
| Auzat                      | Auzat                                                | fusion                                                | 14 décembre 1964 (Arrêté)       | 1er janvier 1965              |
| Auzat                      | Saleix                                               | fusion                                                | 14 décembre 1964 (Arrêté)       | 1er janvier 1965              |
| Saint-Victor-Rouzaud       | Saint-Victor                                         | fusion                                                | 17 novembre 1865 (Décret)       | 17 novembre 1865 (Décret)     |
| Saint-Victor-Rouzaud       | Rouzaud                                              | fusion                                                | 17 novembre 1865 (Décret)       | 17 novembre 1865 (Décret)     |
| Capoulet-et-Junac          | Capoulet                                             | fusion                                                | 14 juillet 1851 (Loi)           | 14 juillet 1851 (Loi)         |
| Capoulet-et-Junac          | Junac                                                | fusion                                                | 14 juillet 1851 (Loi)           | 14 juillet 1851 (Loi)         |
| Cazenave-Serres-et-Allens  | Cazenave                                             | fusion                                                | 28 juillet 1849 (Loi)           | 28 juillet 1849 (Loi)         |
| Cazenave-Serres-et-Allens  | Serres-et-Allens                                     | fusion                                                | 28 juillet 1849 (Loi)           | 28 juillet 1849 (Loi)         |
| Bédeilhac-et-Aynat         | Bédeilhac                                            | fusion                                                | 17 décembre 1828 (Ordonnance)   | 17 décembre 1828 (Ordonnance) |
| Bédeilhac-et-Aynat         | Aynat                                                | fusion                                                | 17 décembre 1828 (Ordonnance)   | 17 décembre 1828 (Ordonnance) |
| Castelnau-Durban           | Castelnau-Durban                                     | fusion                                                | 3 août 1826 (Ordonnance)        | 3 août 1826 (Ordonnance)      |
| Castelnau-Durban           | Cert                                                 | fusion                                                | 3 août 1826 (Ordonnance)        | 3 août 1826 (Ordonnance)      |
| Saint-Quentin              | Saint-Quentin                                        | fusion                                                | 1795-1800                       | 1795-1800                     |
| Saint-Quentin              | Troye (rétablie en 1870)                             | fusion                                                | 1795-1800                       | 1795-1800                     |
| Vilhac-et-Aiguilhanes      | Villac                                               | fusion                                                | 1795-1800                       | 1795-1800                     |
| Vilhac-et-Aiguilhanes      | Lesparrou                                            | fusion                                                | 1795-1800                       | 1795-1800                     |
| Vilhac-et-Aiguilhanes      | La Couronne                                          | fusion                                                | 1795-1800                       | 1795-1800                     |
| Aleu                       | Aleu                                                 | fusion                                                | 1790-1794                       | 1790-1794                     |
| Aleu                       | Castet-d'Aleu                                        | fusion                                                | 1790-1794                       | 1790-1794                     |
| Alzen                      | Alzen                                                | fusion                                                | 1790-1794                       | 1790-1794                     |
| Alzen                      | Montagagne-del-Rey                                   | fusion                                                | 1790-1794                       | 1790-1794                     |
| Artigat                    | Artigat                                              | fusion                                                | 1790-1794                       | 1790-1794                     |
| Artigat                    | Bajou                                                | fusion                                                | 1790-1794                       | 1790-1794                     |
| Balaguères                 | Balaguères                                           | fusion                                                | 1790-1794,                      | 1790-1794,                    |
| Balaguères                 | Agert                                                | fusion                                                | 1790-1794,                      | 1790-1794,                    |
| Balaguères                 | Balagué                                              | fusion                                                | 1790-1794,                      | 1790-1794,                    |
| La Bastide-de-Bousignac    | La Bastide-de-Bousignac                              | fusion                                                | 1790-1794                       | 1790-1794                     |
| La Bastide-de-Bousignac    | Cayra                                                | fusion                                                | 1790-1794                       | 1790-1794                     |
| La Bastide-de-Sérou        | La Bastide-de-Sérou                                  | fusion                                                | 1790-1794                       | 1790-1794                     |
| La Bastide-de-Sérou        | Aron                                                 | fusion                                                | 1790-1794                       | 1790-1794                     |
| La Bastide-de-Sérou        | Brouzenac                                            | fusion                                                | 1790-1794                       | 1790-1794                     |
| La Bastide-de-Sérou        | Unjat                                                | fusion                                                | 1790-1794                       | 1790-1794                     |
| La Bastide-de-Sérou        | Vic (canton de La Bastide)                           | fusion                                                | 1790-1794                       | 1790-1794                     |
| Bénac                      | Bénac                                                | fusion                                                | 1790-1794                       | 1790-1794                     |
| Bénac                      | Sannac-del-Cassé                                     | fusion                                                | 1790-1794                       | 1790-1794                     |
| Besset                     | Besset                                               | fusion                                                | 1790-1794                       | 1790-1794                     |
| Besset                     | Mazerolles                                           | fusion                                                | 1790-1794                       | 1790-1794                     |
| Betchat                    | Betchat                                              | fusion                                                | 1790-1794                       | 1790-1794                     |
| Betchat                    | Belloc                                               | fusion                                                | 1790-1794                       | 1790-1794                     |
| Bethmale                   | Bethmale                                             | fusion                                                | 1790-1794                       | 1790-1794                     |
| Bethmale                   | Ayet                                                 | fusion                                                | 1790-1794                       | 1790-1794                     |
| Bonac                      | Bonac                                                | fusion                                                | 1790-1794                       | 1790-1794                     |
| Bonac                      | Samiac                                               | fusion                                                | 1790-1794                       | 1790-1794                     |
| Les Bordes                 | Les Bordes                                           | fusion                                                | 1790-1794                       | 1790-1794                     |
| Les Bordes                 | Saint-Félix-des-Salenques                            | fusion                                                | 1790-1794                       | 1790-1794                     |
| Les Bordes                 | Les Bordes                                           | fusion                                                | 1790-1794                       | 1790-1794                     |
| Les Bordes                 | Aulignac                                             | fusion                                                | 1790-1794                       | 1790-1794                     |
| Les Bordes                 | Idrein                                               | fusion                                                | 1790-1794                       | 1790-1794                     |
| Les Bordes                 | Ourjout                                              | fusion                                                | 1790-1794                       | 1790-1794                     |
| Le Bosc                    | Le Bosc                                              | fusion                                                | 1790-1794                       | 1790-1794                     |
| Le Bosc                    | La Cabirolle                                         | fusion                                                | 1790-1794                       | 1790-1794                     |
| Boussenac                  | Boussenac                                            | fusion                                                | 1790-1794                       | 1790-1794                     |
| Boussenac                  | Rieuprégon                                           | fusion                                                | 1790-1794                       | 1790-1794                     |
| Brassac                    | Brassac                                              | fusion                                                | 1790-1794                       | 1790-1794                     |
| Brassac                    | Cazals                                               | fusion                                                | 1790-1794                       | 1790-1794                     |
| Brassac                    | Les Martis                                           | fusion                                                | 1790-1794                       | 1790-1794                     |
| Capoulet                   | Capoulet                                             | fusion                                                | 1790-1794                       | 1790-1794                     |
| Capoulet                   | Espasses                                             | fusion                                                | 1790-1794                       | 1790-1794                     |
| Carla-le-Comte             | Carla-le-Comte                                       | fusion                                                | 1790-1794                       | 1790-1794                     |
| Carla-le-Comte             | Marens                                               | fusion                                                | 1790-1794                       | 1790-1794                     |
| Carla-le-Comte             | Martignac                                            | fusion                                                | 1790-1794                       | 1790-1794                     |
| Carla-le-Comte             | Niac                                                 | fusion                                                | 1790-1794                       | 1790-1794                     |
| Caussou                    | Caussou                                              | fusion                                                | 1790-1794                       | 1790-1794                     |
| Caussou                    | Savenac                                              | fusion                                                | 1790-1794                       | 1790-1794                     |
| Couflens                   | Couflens                                             | fusion                                                | 1790-1794                       | 1790-1794                     |
| Couflens                   | Salau                                                | fusion                                                | 1790-1794                       | 1790-1794                     |
| Dun                        | Dun                                                  | fusion                                                | 1790-1794                       | 1790-1794                     |
| Dun                        | Saint-Pastou                                         | fusion                                                | 1790-1794                       | 1790-1794                     |
| Dun                        | Tapia                                                | fusion                                                | 1790-1794                       | 1790-1794                     |
| Durfort                    | Durfort                                              | fusion                                                | 1790-1794                       | 1790-1794                     |
| Durfort                    | Bessas                                               | fusion                                                | 1790-1794                       | 1790-1794                     |
| Engomer                    | Engomer                                              | fusion                                                | 1790-1794                       | 1790-1794                     |
| Engomer                    | Astien                                               | fusion                                                | 1790-1794                       | 1790-1794                     |
| Engraviès                  | Engraviès                                            | fusion                                                | 1790-1794                       | 1790-1794                     |
| Engraviès                  | Rogles                                               | fusion                                                | 1790-1794                       | 1790-1794                     |
| Engraviès                  | Sainte-Croix (canton de Mirepoix)                    | fusion                                                | 1790-1794                       | 1790-1794                     |
| Erp                        | Erp                                                  | fusion                                                | 1790-1794                       | 1790-1794                     |
| Erp                        | Araux                                                | fusion                                                | 1790-1794                       | 1790-1794                     |
| Erp                        | Régule                                               | fusion                                                | 1790-1794                       | 1790-1794                     |
| Escosse                    | Escosse                                              | fusion                                                | 1790-1794                       | 1790-1794                     |
| Escosse                    | Baulias                                              | fusion                                                | 1790-1794                       | 1790-1794                     |
| Escosse                    | Laffite                                              | fusion                                                | 1790-1794                       | 1790-1794                     |
| Foix                       | Foix                                                 | fusion                                                | 1790-1794                       | 1790-1794                     |
| Foix                       | Labarre                                              | fusion                                                | 1790-1794                       | 1790-1794                     |
| Fougax-et-Barrineuf        | Fougax                                               | fusion                                                | 1790-1794                       | 1790-1794                     |
| Fougax-et-Barrineuf        | Barrineuf                                            | fusion                                                | 1790-1794                       | 1790-1794                     |
| Freychenet                 | Freychenet                                           | fusion                                                | 1790-1794                       | 1790-1794                     |
| Freychenet                 | Gabachou                                             | fusion                                                | 1790-1794                       | 1790-1794                     |
| Galey                      | Galey                                                | fusion                                                | 1790-1794                       | 1790-1794                     |
| Galey                      | Orchein                                              | fusion                                                | 1790-1794                       | 1790-1794                     |
| Goulier-et-Olbier          | Goulier                                              | fusion                                                | 1790-1794                       | 1790-1794                     |
| Goulier-et-Olbier          | Olbier                                               | fusion                                                | 1790-1794                       | 1790-1794                     |
| L'Herm                     | L'Herm                                               | fusion                                                | 1790-1794                       | 1790-1794                     |
| L'Herm                     | La Bastide-de-l'Herm                                 | fusion                                                | 1790-1794                       | 1790-1794                     |
| L'Herm                     | Montlaur (canton de Foix)                            | fusion                                                | 1790-1794                       | 1790-1794                     |
| Illier-et-Laramade         | Illier                                               | fusion                                                | 1790-1794                       | 1790-1794                     |
| Illier-et-Laramade         | Laramade                                             | fusion                                                | 1790-1794                       | 1790-1794                     |
| Lacourt                    | Lacourt                                              | fusion                                                | 1790-1794                       | 1790-1794                     |
| Lacourt                    | Espou                                                | fusion                                                | 1790-1794                       | 1790-1794                     |
| Lagarde                    | Lagarde                                              | fusion                                                | 1790-1794                       | 1790-1794                     |
| Lagarde                    | Montaragou                                           | fusion                                                | 1790-1794                       | 1790-1794                     |
| Lagarde                    | Sibra                                                | fusion                                                | 1790-1794                       | 1790-1794                     |
| Lapège                     | Lapège                                               | fusion                                                | 1790-1794                       | 1790-1794                     |
| Lapège                     | Laburat                                              | fusion                                                | 1790-1794                       | 1790-1794                     |
| Lapège                     | Suissat                                              | fusion                                                | 1790-1794                       | 1790-1794                     |
| Lapenne                    | Lapenne                                              | fusion                                                | 1790-1794                       | 1790-1794                     |
| Lapenne                    | Nabouly                                              | fusion                                                | 1790-1794                       | 1790-1794                     |
| Laroque-d'Olmes            | Laroque-d'Olmes                                      | fusion                                                | 1790-1794                       | 1790-1794                     |
| Laroque-d'Olmes            | Cirzas                                               | fusion                                                | 1790-1794                       | 1790-1794                     |
| Lavelanet                  | Lavelanet                                            | fusion                                                | 1790-1794                       | 1790-1794                     |
| Lavelanet                  | Bensa                                                | fusion                                                | 1790-1794                       | 1790-1794                     |
| Lescure                    | Lescure                                              | fusion                                                | 1790-1794                       | 1790-1794                     |
| Lescure                    | Saint-Jean-Dulcet                                    | fusion                                                | 1790-1794                       | 1790-1794                     |
| Madière                    | Madière                                              | fusion                                                | 1790-1794                       | 1790-1794                     |
| Madière                    | Unjadel                                              | fusion                                                | 1790-1794                       | 1790-1794                     |
| Le Mas-d'Azil              | Le Mas-d'Azil                                        | fusion                                                | 1790-1794                       | 1790-1794                     |
| Le Mas-d'Azil              | Raynaude                                             | fusion                                                | 1790-1794                       | 1790-1794                     |
| Massat                     | Massat                                               | fusion                                                | 1790-1794                       | 1790-1794                     |
| Massat                     | Le Sarraillé                                         | fusion                                                | 1790-1794                       | 1790-1794                     |
| Mercus-Garrabet            | Mercus                                               | fusion                                                | 1790-1794                       | 1790-1794                     |
| Mercus-Garrabet            | Croquié                                              | fusion                                                | 1790-1794                       | 1790-1794                     |
| Mercus-Garrabet            | Garrabet                                             | fusion                                                | 1790-1794                       | 1790-1794                     |
| Mercus-Garrabet            | Jarnat                                               | fusion                                                | 1790-1794                       | 1790-1794                     |
| Mirepoix                   | Mirepoix                                             | fusion                                                | 1790-1794                       | 1790-1794                     |
| Mirepoix                   | Mazerettes                                           | fusion                                                | 1790-1794                       | 1790-1794                     |
| Mirepoix                   | Saint-Aulin                                          | fusion                                                | 1790-1794                       | 1790-1794                     |
| Mirepoix                   | Saint-Jean-de-l'Herm                                 | fusion                                                | 1790-1794                       | 1790-1794                     |
| Mirepoix                   | Saint-Pierre-de-Bélières                             | fusion                                                | 1790-1794                       | 1790-1794                     |
| Montaut                    | Montaut                                              | fusion                                                | 1790-1794                       | 1790-1794                     |
| Montaut                    | Saint-Jean-du-Crieu                                  | fusion                                                | 1790-1794                       | 1790-1794                     |
| Montbel                    | Montbel                                              | fusion                                                | 1790-1794                       | 1790-1794                     |
| Montbel                    | Canterate                                            | fusion                                                | 1790-1794                       | 1790-1794                     |
| Montbel                    | La Redorte                                           | fusion                                                | 1790-1794                       | 1790-1794                     |
| Montbel                    | Saint-Blaise (canton de Léran, puis Mirepoix)        | fusion                                                | 1790-1794                       | 1790-1794                     |
| Montbel                    | Le Villaret                                          | fusion                                                | 1790-1794                       | 1790-1794                     |
| Montégut                   | Montégut                                             | fusion                                                | 1790-1794                       | 1790-1794                     |
| Montégut                   | Cubières                                             | fusion                                                | 1790-1794                       | 1790-1794                     |
| Montégut                   | Fourniols                                            | fusion                                                | 1790-1794                       | 1790-1794                     |
| Montégut                   | Lafage                                               | fusion                                                | 1790-1794                       | 1790-1794                     |
| Montégut                   | La Rivière                                           | fusion                                                | 1790-1794                       | 1790-1794                     |
| Montjoie                   | Montjoie                                             | fusion                                                | 1790-1794                       | 1790-1794                     |
| Montjoie                   | Audinac                                              | fusion                                                | 1790-1794                       | 1790-1794                     |
| Montjoie                   | Baliar                                               | fusion                                                | 1790-1794                       | 1790-1794                     |
| Montjoie                   | Lara                                                 | fusion                                                | 1790-1794                       | 1790-1794                     |
| Montoulieu                 | Montoulieu                                           | fusion                                                | 1790-1794                       | 1790-1794                     |
| Montoulieu                 | Seigneaux                                            | fusion                                                | 1790-1794                       | 1790-1794                     |
| Moulis                     | Moulis                                               | fusion                                                | 1790-1794                       | 1790-1794                     |
| Moulis                     | Aubert                                               | fusion                                                | 1790-1794                       | 1790-1794                     |
| Moulis                     | Luzenac (canton de Saint-Girons)                     | fusion                                                | 1790-1794                       | 1790-1794                     |
| Moulis                     | Montfaucon-et-Sour                                   | fusion                                                | 1790-1794                       | 1790-1794                     |
| Moulis                     | Pouech                                               | fusion                                                | 1790-1794                       | 1790-1794                     |
| Niaux                      | Niaux                                                | fusion                                                | 1790-1794                       | 1790-1794                     |
| Niaux                      | Arbiech                                              | fusion                                                | 1790-1794                       | 1790-1794                     |
| Niaux                      | Niaux-d'Alliat                                       | fusion                                                | 1790-1794                       | 1790-1794                     |
| Orgibet                    | Orgibet                                              | fusion                                                | 1790-1794                       | 1790-1794                     |
| Orgibet                    | Augistrou                                            | fusion                                                | 1790-1794                       | 1790-1794                     |
| Ornolac                    | Ornolac                                              | fusion                                                | 1790-1794                       | 1790-1794                     |
| Ornolac                    | Lugeat                                               | fusion                                                | 1790-1794                       | 1790-1794                     |
| Pailhès                    | Pailhès                                              | fusion                                                | 1790-1794                       | 1790-1794                     |
| Pailhès                    | Menay                                                | fusion                                                | 1790-1794                       | 1790-1794                     |
| Pailhès                    | Pujagou                                              | fusion                                                | 1790-1794                       | 1790-1794                     |
| Pailhès                    | Saint-Blaise (canton de Mas-d'Azis, puis Le Fossat)  | fusion                                                | 1790-1794                       | 1790-1794                     |
| Pamiers                    | Pamiers                                              | fusion                                                | 1790-1794                       | 1790-1794                     |
| Pamiers                    | Puchauriol                                           | fusion                                                | 1790-1794                       | 1790-1794                     |
| Perles-et-Castelet         | Perles                                               | fusion                                                | 1790-1794                       | 1790-1794                     |
| Perles-et-Castelet         | Castelet                                             | fusion                                                | 1790-1794                       | 1790-1794                     |
| Le Peyrat                  | Le Peyrat                                            | fusion                                                | 1790-1794                       | 1790-1794                     |
| Le Peyrat                  | Mireval                                              | fusion                                                | 1790-1794                       | 1790-1794                     |
| Prat-et-Bonrepaux          | Prat                                                 | fusion                                                | 1790-1794                       | 1790-1794                     |
| Prat-et-Bonrepaux          | Bonrepaux                                            | fusion                                                | 1790-1794                       | 1790-1794                     |
| Quérigut                   | Quérigut                                             | fusion                                                | 1790-1794                       | 1790-1794                     |
| Quérigut                   | Le Mas                                               | fusion                                                | 1790-1794                       | 1790-1794                     |
| Quérigut                   | Saint-Félix                                          | fusion                                                | 1790-1794                       | 1790-1794                     |
| Rouze                      | Rouze                                                | fusion                                                | 1790-1794                       | 1790-1794                     |
| Rouze                      | Usson                                                | fusion                                                | 1790-1794                       | 1790-1794                     |
| Saint-Jean-de-Verges       | Saint-Jean-de-Verges                                 | fusion                                                | 1790-1794                       | 1790-1794                     |
| Saint-Jean-de-Verges       | Marseillas                                           | fusion                                                | 1790-1794                       | 1790-1794                     |
| Saint-Jean-de-Verges       | La Terrasse                                          | fusion                                                | 1790-1794                       | 1790-1794                     |
| Saint-Girons               | Saint-Girons                                         | fusion                                                | 1790-1794                       | 1790-1794                     |
| Saint-Girons               | Lédar                                                | fusion                                                | 1790-1794                       | 1790-1794                     |
| Saint-Paul-de-Jarrat       | Saint-Paul-de-Jarrat                                 | fusion                                                | 1790-1794                       | 1790-1794                     |
| Saint-Paul-de-Jarrat       | Antras                                               | fusion                                                | 1790-1794                       | 1790-1794                     |
| Saint-Paul-de-Jarrat       | Labat                                                | fusion                                                | 1790-1794                       | 1790-1794                     |
| Saint-Paul-de-Jarrat       | Langlade                                             | fusion                                                | 1790-1794                       | 1790-1794                     |
| Saint-Paul-de-Jarrat       | Saint-Paulet                                         | fusion                                                | 1790-1794                       | 1790-1794                     |
| Saint-Quentin              | Saint-Quentin                                        | fusion                                                | 1790-1794                       | 1790-1794                     |
| Saint-Quentin              | Queille                                              | fusion                                                | 1790-1794                       | 1790-1794                     |
| Saint-Victor               | Saint-Victor                                         | fusion                                                | 1790-1794                       | 1790-1794                     |
| Saint-Victor               | Sainte-Camelle                                       | fusion                                                | 1790-1794                       | 1790-1794                     |
| Saint-Victor               | Sainte-Foy                                           | fusion                                                | 1790-1794                       | 1790-1794                     |
| Saint-Victor               | Serveillas                                           | fusion                                                | 1790-1794                       | 1790-1794                     |
| Saint-Ybars                | Saint-Ybars                                          | fusion                                                | 1790-1794                       | 1790-1794                     |
| Saint-Ybars                | Escayre                                              | fusion                                                | 1790-1794                       | 1790-1794                     |
| Saint-Ybars                | Saint-Sernin                                         | fusion                                                | 1790-1794                       | 1790-1794                     |
| Sainte-Croix               | Sainte-Croix                                         | fusion                                                | 1790-1794                       | 1790-1794                     |
| Sainte-Croix               | Citas                                                | fusion                                                | 1790-1794                       | 1790-1794                     |
| Saverdun                   | Saverdun                                             | fusion                                                | 1790-1794                       | 1790-1794                     |
| Saverdun                   | Drulhe                                               | fusion                                                | 1790-1794                       | 1790-1794                     |
| Saverdun                   | Pauliac                                              | fusion                                                | 1790-1794                       | 1790-1794                     |
| Saverdun                   | Sainte-Colombe                                       | fusion                                                | 1790-1794                       | 1790-1794                     |
| Sentaraille                | Sentaraille                                          | fusion                                                | 1790-1794                       | 1790-1794                     |
| Sentaraille                | Lorp                                                 | fusion                                                | 1790-1794                       | 1790-1794                     |
| Serres-et-Allens           | Serres                                               | fusion                                                | 1790-1794                       | 1790-1794                     |
| Serres-et-Allens           | Allens                                               | fusion                                                | 1790-1794                       | 1790-1794                     |
| Soula                      | Soula                                                | fusion                                                | 1790-1794                       | 1790-1794                     |
| Soula                      | Caraybat                                             | fusion                                                | 1790-1794                       | 1790-1794                     |
| Soula                      | Saint-Cirac                                          | fusion                                                | 1790-1794                       | 1790-1794                     |
| Soulan                     | Soulan                                               | fusion                                                | 1790-1794                       | 1790-1794                     |
| Soulan                     | Buleix                                               | fusion                                                | 1790-1794                       | 1790-1794                     |
| Suc-et-Sentenac            | Suc                                                  | fusion                                                | 1790-1794                       | 1790-1794                     |
| Suc-et-Sentenac            | Sentenac (canton de Vicdessos)                       | fusion                                                | 1790-1794                       | 1790-1794                     |
| Tarascon                   | Tarascon                                             | fusion                                                | 1790-1794                       | 1790-1794                     |
| Tarascon                   | Sabart                                               | fusion                                                | 1790-1794                       | 1790-1794                     |
| Troye                      | Troye                                                | fusion                                                | 1790-1794                       | 1790-1794                     |
| Troye                      | Sarraute                                             | fusion                                                | 1790-1794                       | 1790-1794                     |
| Ustou                      | Ustou                                                | fusion                                                | 1790-1794                       | 1790-1794                     |
| Ustou                      | Saint-Lizier-d'Ustou                                 | fusion                                                | 1790-1794                       | 1790-1794                     |
| Ustou                      | Sérac-d'Ustou                                        | fusion                                                | 1790-1794                       | 1790-1794                     |
| Ustou                      | Le Trein-d'Ustou                                     | fusion                                                | 1790-1794                       | 1790-1794                     |
| Varilhes                   | Varilhes                                             | fusion                                                | 1790-1794                       | 1790-1794                     |
| Varilhes                   | Vals (canton de Varilhes)                            | fusion                                                | 1790-1794                       | 1790-1794                     |
| Ventenac                   | Ventenac                                             | fusion                                                | 1790-1794                       | 1790-1794                     |
| Ventenac                   | Le Bousquet                                          | fusion                                                | 1790-1794                       | 1790-1794                     |
| Verdun                     | Verdun                                               | fusion                                                | 1790-1794                       | 1790-1794                     |
| Verdun                     | Arniguel                                             | fusion                                                | 1790-1794                       | 1790-1794                     |
| Vernajoul                  | Vernajoul                                            | fusion                                                | 1790-1794                       | 1790-1794                     |
| Vernajoul                  | Labouiche                                            | fusion                                                | 1790-1794                       | 1790-1794                     |
| Vernajoul                  | Loubières (canton de Foix)                           | fusion                                                | 1790-1794                       | 1790-1794                     |
| Vicdessos                  | Vicdessos                                            | fusion                                                | 1790-1794                       | 1790-1794                     |
| Vicdessos                  | Arconac                                              | fusion                                                | 1790-1794                       | 1790-1794                     |
| Vicdessos                  | Sauzeilh                                             | fusion                                                | 1790-1794                       | 1790-1794                     |
| Villeneuve-d'Olmes         | Villeneuve-d'Olmes                                   | fusion                                                | 1790-1794                       | 1790-1794                     |
| Villeneuve-d'Olmes         | Saint-Étienne                                        | fusion                                                | 1790-1794                       | 1790-1794                     |

## Créations
| Nouvelle commune          | Commune affectée      | Mode de création              | Date (et nature) de la décision | Date d'effet              |
| ------------------------- | --------------------- | ----------------------------- | ------------------------------- | ------------------------- |
| Cazenave-Serres-et-Allens | Tarascon-sur-Ariège   | Démembrement (rétablissement) | 26 novembre 1980 (Arrêté)       | 1er janvier 1981          |
| Sainte-Suzanne            | Saint-Ybars           | Démembrement                  | 18 septembre 1948 (Arrêté)      | 8 janvier 1949            |
| Arrien-en-Bethmale        | Bethmale              | Démembrement                  | 18 février 1931 (Loi)           | 18 février 1931 (Loi)     |
| Durfort                   | Villeneuve-Durfort    | Démembrement et suppression   | 5 avril 1929 (Loi)              | 5 avril 1929 (Loi)        |
| Villeneuve-du-Latou       | Villeneuve-Durfort    | Démembrement et suppression   | 5 avril 1929 (Loi)              | 5 avril 1929 (Loi)        |
| L'Aiguillon               | Bélesta               | Démembrement                  | 4 mai 1926 (Loi)                | 4 mai 1926 (Loi)          |
| Montseron                 | Durban                | Démembrement                  | 23 juin 1892 (Loi)              | 23 juin 1892 (Loi)        |
| Lasserre                  | Tourtouse-et-Lasserre | Démembrement                  | 27 février 1888 (Loi)           | 27 février 1888 (Loi)     |
| Lasserre                  | Montardit             | Démembrement                  | 27 février 1888 (Loi)           | 27 février 1888 (Loi)     |
| Troye                     | Saint-Quentin         | Démembrement                  | 28 juin 1870 (Arrêté)           | 28 juin 1870 (Arrêté)     |
| Biert                     | Massat                | Démembrements                 | 12 février 1851 (Loi)           | 12 février 1851 (Loi)     |
| Le Port                   | Massat                | Démembrements                 | 12 février 1851 (Loi)           | 12 février 1851 (Loi)     |
| Burret                    | Le Bosc               | Démembrement                  | 28 juin 1833 (Ordonnance)       | 28 juin 1833 (Ordonnance) |

## Modifications de nom officiel
| Ancien nom            | Nouveau nom                 | Date (et nature) de la décision                |
| --------------------- | --------------------------- | ---------------------------------------------- |
| Montgaillard          | Montgailhard                | 30 décembre 2021 (Décret)                      |
| Soueix                | Soueix-Rogalle              | 5 août 1992 (Décret)                           |
| Illat                 | Ilhat                       | 30 janvier 1987 (Décret)                       |
| Prat-et-Bonrepaux     | Prat-Bonrepaux              | 13 avril 1983 (Décret)                         |
| Sentaraille           | Lorp-Sentaraille            | 4 août 1971 (Décret)                           |
| Goulier-et-Olbier     | Goulier                     | 10 février 1965 (Arrêté) 2 avril 1965 (Arrêté) |
| Montégut              | Montégut-en-Couserans       | 10 mai 1962 (Décret)                           |
| Castillon             | Castillon-en-Couserans      | 16 octobre 1958 (Décret)                       |
| Daumazan              | Daumazan-sur-Arize          | 16 octobre 1958 (Décret)                       |
| Lézat                 | Lézat-sur-Lèze              | 16 octobre 1958 (Décret)                       |
| Sainte-Croix          | Sainte-Croix-Volvestre      | 16 octobre 1958 (Décret)                       |
| Serres                | Serres-sur-Arget            | 16 octobre 1958 (Décret)                       |
| Tarascon              | Tarascon-sur-Ariège         | 16 octobre 1958 (Décret)                       |
| Troye                 | Troye-d'Ariège              | 8 mai 1938 (Décret)                            |
| Aulus                 | Aulus-les-Bains             | 11 janvier 1938 (Décret)                       |
| Saint-Quentin         | Saint-Quentin-la-Tour       | 4 janvier 1938 (Décret)                        |
| Durban                | Durban-sur-Arize            | 6 décembre 1936 (Décret)                       |
| Ferrières             | Ferrières-sur-Ariège        | 3 décembre 1936 (Décret)                       |
| Montjoie              | Montjoie-en-Couserans       | 3 décembre 1936 (Décret)                       |
| Rieux                 | Rieux-de-Pelleport          | 3 décembre 1936 (Décret)                       |
| Roquefort             | Roquefort-les-Cascades      | 3 décembre 1936 (Décret)                       |
| Savignac              | Savignac-les-Ormeaux        | 3 décembre 1936 (Décret)                       |
| Thouars               | Thouars-sur-Arize           | 3 décembre 1936 (Décret)                       |
| Campagne              | Campagne-sur-Arize          | 9 mars 1933 (Décret)                           |
| Mérens                | Mérens-les-Vals             | 8 janvier 1932 (Décret)                        |
| Rabat                 | Rabat-les-Trois-Seigneurs   | 15 août 1931 (Décret)                          |
| L'Hospitalet          | L'Hospitalet-près-l'Andorre | 20 février 1928 (Décret)                       |
| Montégut              | Montégut-Plantaurel         | 25 octobre 1921 (Décret)                       |
| Saint-Jean            | Saint-Jean-du-Castillonnais | 29 janvier 1921 (Décret)                       |
| Vilhac-et-Aiguilhanes | Lesparrou                   | 14 octobre 1915 (Décret)                       |
| Les Allemans          | La Tour-du-Crieu            | 14 octobre 1915 (Décret)                       |
| Mercus                | Mercus-Garrabet             | 14 mars 1900 (Décret)                          |
| Portes                | Manses                      | 17 mars 1899 (Décret)                          |
| Ax                    | Ax-les-Thermes              | 24 décembre 1888 (Décret)                      |
| Tourtouse-et-Lasserre | Tourtouse                   | 27 février 1888 (Loi)                          |
| Carla-le-Comte        | Carla-Bayle                 | 31 octobre 1879 (Décret)                       |
| Cazal-des-Faures      | Moulin-Neuf                 | 13 novembre 1876 (Décret)                      |
| Ornolac               | Ornolac-Ussat-les-Bains     | 15 juillet 1874 (Décret)                       |
| Les Bordes            | Les Bordes-sur-Lez          | 3 décembre 1873 (Décret)                       |
| Les Bordes            | Les Bordes-sur-Arize        | 21 novembre 1872 (Décret)                      |
| Durfort               | Villeneuve-Durfort          | 8 février 1832 (Ordonnance)                    |

## Modifications de limites communales
Le plus souvent, les modifications des limites communales décidées par arrêtés préfectoraux ne sont pas répertoriées dans le Journal officiel ni dans le Bulletin officiel.
| La commune de ...      | ... cède du territoire à la commune de ... | précisions                                 | Date (et nature) de la décision                 |
| ---------------------- | ------------------------------------------ | ------------------------------------------ | ----------------------------------------------- |
| Saint-Victor-Rouzaud   | Artix                                      | 6 habitants Superficie de 27 ha 32 a 89 ca | 18 août 1998 (Décret)                           |
| Goulier-et-Olbier      | Auzat                                      | Section d'Olbier 28 habitants              | 10 février 1965 (Arrêté) 2 avril 1965 (Arrêté)  |
| Balaguères             | Engomer                                    | Hameau du Vignau                           | 23 juillet 1933 (Loi)                           |
| Pailhès                | Madière                                    | Section de la Serre-d'Unjadel              | 9 juillet 1845 (Loi)                            |
| Canens (Haute-Garonne) | Sieuras                                    | Territoire de la Nogarède                  | 13 juin 1841 (Loi)                              |
| Sainte-Colombe (Aude)  | Montbel                                    | Hameaux de Baillard et Laredote            | 22 octobre 1803 (Arrêté) (29 vendémiaire an 12) |
| Camon                  | Sonac (Aude)                               | Hameau enclavé du Bousquet                 | 22 octobre 1803 (Arrêté) (29 vendémiaire an 12) |

## Modifications de limites départementales
| La commune de ...        | ... est transférée dans le département de ... | précisions                                                        | Date (et nature) de la décision |
| ------------------------ | --------------------------------------------- | ----------------------------------------------------------------- | ------------------------------- |
| Ausseing                 | Haute-Garonne                                 |                                                                   | Loi du 11 février 1791          |
| Belbèze-en-Comminges     | Haute-Garonne                                 | Belbèse en 1791. Inclut alors Escoulis, commune détachée en 1953. | Loi du 11 février 1791          |
| Cassagne (Haute-Garonne) | Haute-Garonne                                 | Cassaigne en 1791                                                 | Loi du 11 février 1791          |
| Marsoulas                | Haute-Garonne                                 |                                                                   | Loi du 11 février 1791          |

## Communes associées
Liste des communes ayant, ou ayant eu (en italique), à la suite d'une fusion, le statut de commune associée.
| Nom de la commune         | Code INSEE | Fusion-association                     | Fusion-association | Fusion-association  | D - Défusion ou F - transformation de l'association en fusion simple | D - Défusion ou F - transformation de l'association en fusion simple | D - Défusion ou F - transformation de l'association en fusion simple |
| Nom de la commune         | Code INSEE | date de la décision                    | date d'effet       | commune absorbante  | D/F                                                                  | date de la décision                                                  | date d'effet                                                         |
| ------------------------- | ---------- | -------------------------------------- | ------------------ | ------------------- | -------------------------------------------------------------------- | -------------------------------------------------------------------- | -------------------------------------------------------------------- |
| Engraviès                 | 09112      | Arrêté préfectoral du 14 décembre 1972 | 1er janvier 1973   | Dun                 | F                                                                    | Arrêté préfectoral du 9 janvier 2003                                 | 1er février 2003                                                     |
| Merviel                   | 09191      | Arrêté préfectoral du 14 décembre 1972 | 1er janvier 1973   | Dun                 | F                                                                    | Arrêté préfectoral du 9 janvier 2003                                 | 1er février 2003                                                     |
| Senesse-de-Senabugue      | 09288      | Arrêté préfectoral du 14 décembre 1972 | 1er janvier 1973   | Dun                 | F                                                                    | Arrêté préfectoral du 9 janvier 2003                                 | 1er février 2003                                                     |
| Rogalle                   | 09248      | Arrêté préfectoral du 30 décembre 1972 | 1er janvier 1973   | Soueix,             |                                                                      |                                                                      |                                                                      |
| Banat                     | 09036      | Arrêté préfectoral du 30 mars 1973     | 1er avril 1973     | Tarascon-sur-Ariège |                                                                      |                                                                      |                                                                      |
| Cazenave-Serres-et-Allens | 09092      | Arrêté préfectoral du 30 mars 1973     | 1er avril 1973     | Tarascon-sur-Ariège | D                                                                    | Arrêté préfectoral du 26 novembre 1980                               | 1er janvier 1981                                                     |